# Кравцов Іван Васильович
Іван Васильович Кравцов (нар. 1 червня 1934, село Тернуватий Кут Криворізького району Дніпропетровської області (нині входить до Кривого Рогу) — пом. 2010) — український актор, Народний артист України (2001).

## Біографія
У 1957 р. закінчив Харківський театральний інститут (курс Івана Мар'яненка).
У 1957–1961 рр.. був артистом Волинського обласного драматичного театру.
У 1961 перейшов до Кіровоградського музично-драматичному театру ім. М. Л. Кропивницького.
У 1977–1979 рр.. працював у Черкаському обласному українському музично-драматичного театрі ім. Т. Г. Шевченка.
У 1979 повернувся до Кіровоградського музично-драматичному театру ім. М. Л. Кропивницького, де продовжував працювати до 2010 р.
Всього в доробку артиста було близько 200 зіграних ролей.

## Провідні ролі
- Солдат у «Любові Яровій» Треньова,
- Панасик у «Циганці Азі» Старицького,
- Шельменко в «Шельменку-денщику» Квітки-Основ'яненка,
- Возний в «Наталці Полтавці» Котляревського,
- Калитка в «Сто тисячах» Карпенка-Карого,
- Кукса в «Пошились у дурні» Кропивницького.